# Pierre Deluns-Montaud
Pour les articles homonymes, voir Montaud.
Pierre Deluns-Montaud, né Pierre Montaud le 5 juin 1845 à Allemans-du-Dropt et mort le 8 novembre 1907 à Paris 6e, est un homme politique français.

## Biographie
Il est député Union républicaine de Lot-et-Garonne du 6 avril 1879 au 31 mai 1898 dans la circonscription de Marmande.
Compagnon politique d’Armand Fallières, il est ministre des Travaux publics dans le gouvernement Charles Floquet du 3 avril 1888 au 14 février 1889. Il a été l’un des plus fidèles amis de Gambetta, qui appréciait la fermeté de ses convictions républicaines et sa connaissance approfondie de la politique. Après la mort de ce dernier, il a résolument appuyé la politique de Jules Ferry. Bien que doué d’une remarquable éloquence, il a rarement abordé la tribune ; ses quelques interventions ont été des succès.
Il a longtemps collaboré à la République française, ainsi qu’à la Petite Gironde, à partir de 1887, et publié une étude sur la philosophie politique de Gambetta. Ses lettres parlementaires à la Gironde mériteraient d’être réunies en volume. positiviste, il était au nombre des amis intimes du philosophe Pierre Laffitte
Après son échec aux élections de 1893, il est appelé à la direction des archives au ministère des Affaires étrangères.
Il était président de la Société Gambetta, et de la Société des félibres de Paris de 1906 à sa mort.
Ayant succombé aux suites d’une opération consécutive à une maladie dont il souffrait depuis longtemps , à l’issue de ses obsèques au cimetière du Montparnasse, son cercueil a été dirigé vers Clamart, où a eu lieu son inhumation dans un caveau de famille.

## Distinctions
- Officier de la Légion d'honneur (30 décembre 1906).

## Sources
- « Pierre Deluns-Montaud », dans Adolphe Robert et Gaston Cougny, Dictionnaire des parlementaires français, Edgar Bourloton, 1889-1891 [détail de l’édition]